# 阿部正樹
阿部 正樹 （あべ まさき、1942年（昭和17年）12月4日 - ）は、日本の実業家。元IBC岩手放送代表取締役社長、会長、相談役。

## 略歴
岩手県西磐井郡平泉町生まれ。花巻市立花巻中学校、岩手県立盛岡第一高等学校を経て、早稲田大学に入学。卒業後の1965年に地元の岩手放送（現・IBC岩手放送）へ入社。入社後はテレビ制作部に配属され、10年間、番組制作に携わった。その後、東京支社に異動。1997年6月 取締役報道制作局長。1999年6月 常務取締役総合企画局長。2003年6月 専務取締役。2004年6月 代表取締役専務。2005年6月 代表取締役社長。2011年6月 代表取締役会長を務め、2015年時点では相談役を務めていた。2019年5月 旭日小綬章を受章。

## 同期入社
- 沖津省己
- 杉本吉武